# Apollo (espaçonave)

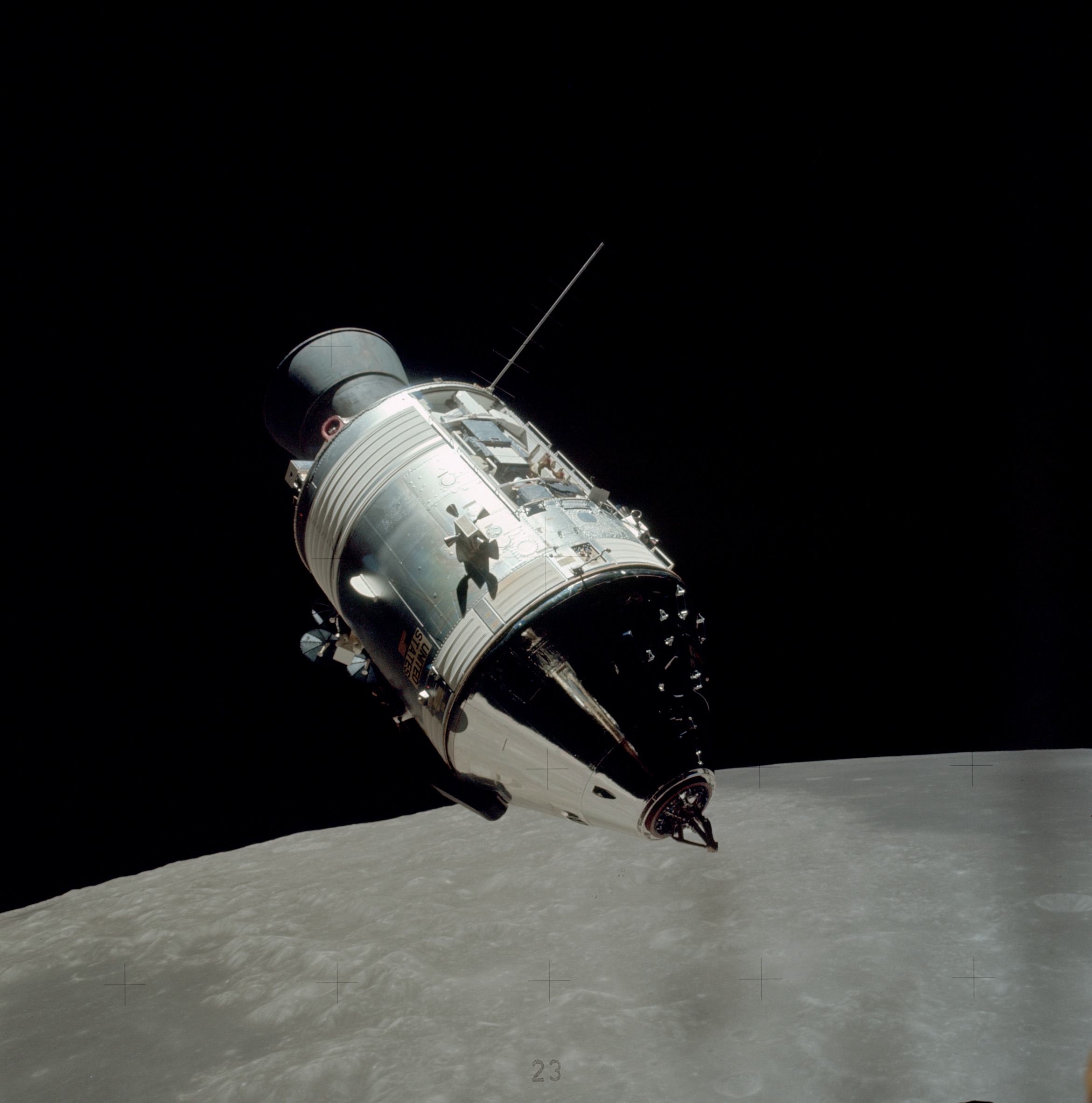
Módulo de Comando e Serviço em órbita da Lua da Apollo 17.

Apollo foi a espaçonave usada no Projeto Apollo da NASA, e que permitiu pela primeira vez a chegada de humanos à Lua. A nave foi usada de 1968 até 1975, quando foi abandonada pela NASA em favor de um veículo reutilizável, chamado Ônibus Espacial.
A nave Apollo era enviada ao espaço por meio dos gigantescos foguetes Saturno V.
A nave Apollo se compunha de três partes: o Módulo de Comando, o Módulo de Serviço e o Módulo Lunar. Os módulo de Comando e Serviço formavam um conjunto conhecido como Módulo de Comando e Serviço Apollo.
O Módulo Lunar, como o nome já indica, era o módulo usado para pousar os astronautas no solo da Lua. O único módulo que reentrava na atmosfera terrestre após a missão era o Módulo de Comando, caindo de paraquedas no oceano.